# Росолівці (зупинний пункт)
Росо́лівці — пасажирський залізничний зупинний пункт Жмеринської дирекції Південно-Західної залізниці на неелектрифікованій лінії Шепетівка — Старокостянтинів I між станціями Антоніни (6 км) та Старокостянтинів I (9 км). Розташований на північно-східній околиці села Росолівці Хмельницького району Хмельницької області

## Історія
Зупинний пункт відкритий у 2000-х роках.

## Пасажирське сполучення
На зупинному пункту Росолівці зупиняються приміські поїзди сполученням Шепетівка — Гречани — Хмельницький.